# Orchamps
Orchamps is een gemeente in het Franse departement Jura (regio Bourgogne-Franche-Comté). De plaats maakt deel uit van het arrondissement Dole. Orchamps telde op 1 januari 2022 1.048 inwoners. 

## Geografie
De oppervlakte van Orchamps bedroeg op 1 januari 2022 9,92 vierkante kilometer; de bevolkingsdichtheid was toen 105,6 inwoners per km².

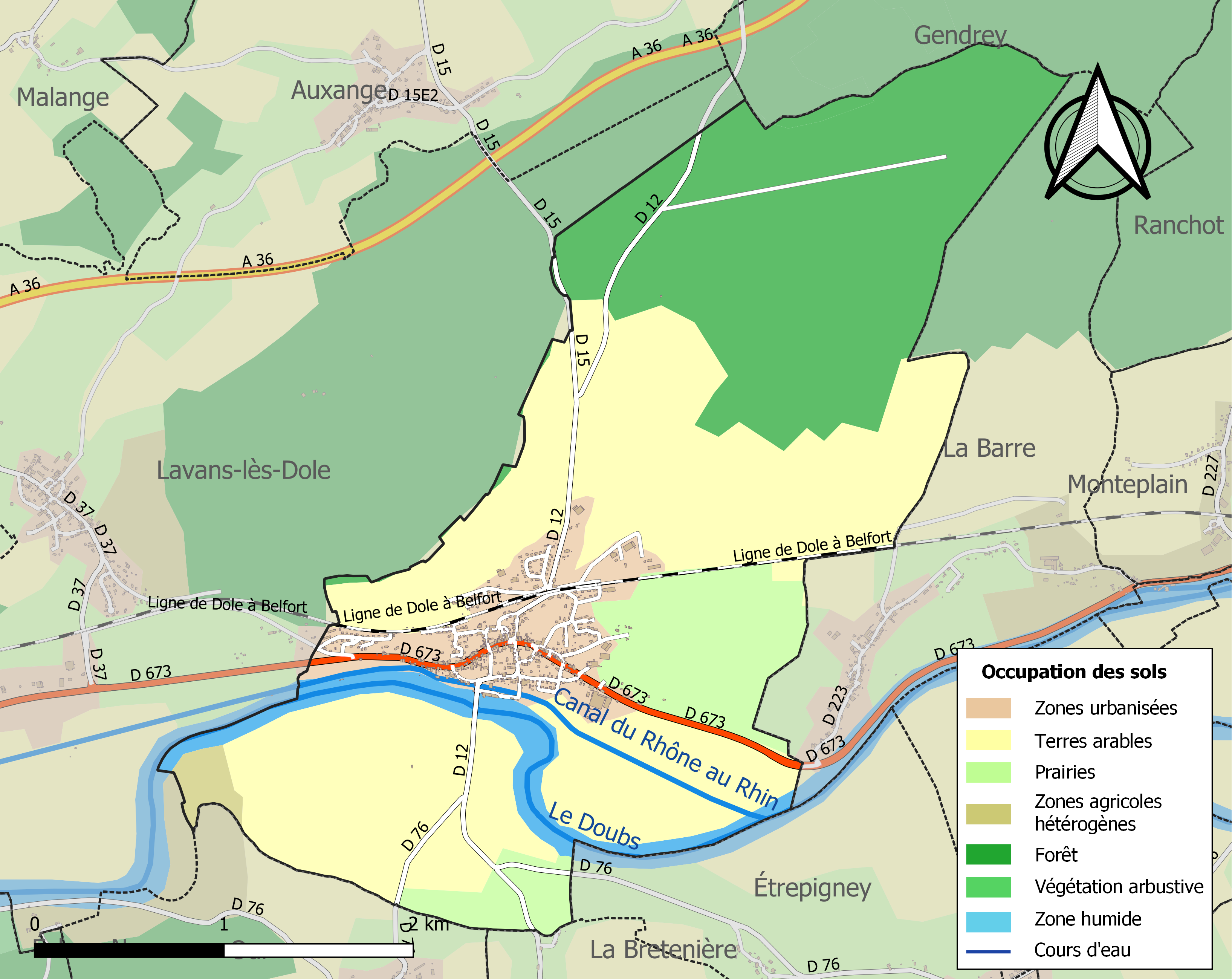
Kaart van de gemeente met de belangrijkste infrastructuur, bodemgebruik en omliggende gemeenten

## Verkeer en vervoer
In de gemeente ligt spoorwegstation Orchamps.

## Demografie
Onderstaande figuur toont het verloop van het inwonertal (bron: INSEE-tellingen).